# Cartooning for Peace
Cartooning for Peace (Zeichnen für den Frieden) ist ein Netzwerk, das etwa 200 internationale Pressekarikaturisten vereint. Es setzt sich für die Förderung der Meinungsfreiheit, der Menschenrechte und des gegenseitigen Respekts zwischen Bevölkerungsgruppen verschiedener Kulturen oder Glaubensrichtungen durch die Sprache des Cartoons ein.

## Gründung
Der französische Zeichner Plantu überzeugte den früheren UN-Generalsekretär Kofi Annan noch vor den Konflikten um die Mohammed-Karikaturen 2005 und die darauf folgenden Debatten über Pressefreiheit und die moralischen Grenzen von Karikaturen eine Ausstellung zum Thema Cartooning for Peace zu organisieren. Die Ausstellung fand, begleitet von einem Kongress, im New Yorker Hauptquartier der Vereinten Nationen 2006 statt. Auf Initiative von Plantu und Annan folgte am 16. Oktober 2006 die Gründung des Netzwerks Cartooning for Peace, das im Jahr 2008 als Vereinigung nach französischem Recht (Association loi de 1901) etabliert wurde. Der Sitz des Netzwerks ist in Paris.
Mit Unterstützung des Außenministeriums der Schweiz und des Büros der Vereinten Nationen wurde 2010 die Stiftung Cartooning for Peace nach schweizerischem Recht von den Karikaturisten Chappatte (Schweiz) und Plantu (Frankreich) sowie Marie Heuzé, ehemalige Sprecherin der Vereinten Nationen, in Genf gegründet. Bis 2018 war Kofi Annan Ehrenpräsident der Stiftung.

## Wirkungsbereich
Cartooning for Peace will zur Anerkennung von Pressecartoons beitragen, indem es Ausstellungen, Treffen mit der Öffentlichkeit oder im Bildungskontext organisiert und weltweit Karikaturisten, die in Schwierigkeiten sind, hilft. Dazu werden regelmäßig Cartoon-Bücher zu aktuellen Themen veröffentlicht, die in französischer Sprache im Verlag Gallimard erscheinen. Die Bücher wurden bereits in mehrere Sprachen übersetzt.
Seit 2012 vergeben die Schweizer Stiftung Cartooning for Peace und die Stadt Genf alle zwei Jahre den „Prix International du dessin de presse de Genève“, mit dem 2018 der türkische Karikaturist Musa Kart ausgezeichnet wurde.

## Buchveröffentlichungen (Auswahl)
- En avant toutes! 120 dessins de presse. Mit einem Vorwort von Laure Adler. Gallimard, Paris 2020, ISBN 978-2-7424-6158-5
- Les Droits de l'enfant, c'est maintenant! 120 dessins de presse. Mit einem Vorwort von Jacques Toubon. Gallimard, Paris 2019, ISBN 978-2-7424-6059-5
- Les Droits de l'Homme, c'est pour quand? 120 dessins de presse. Collection Cartooning for Peace in Zusammenarbeit mit Amnesty International, Gallimard, Paris 2018, ISBN 978-2-7424-5595-9
- Ça chauffe pour la planète! 60 dessins de presse. Mit einem Vorwort von Yann Arthus-Bertrand. Gallimard, Paris 2018, ISBN 978-2-7424-5276-7
- Alors, ça marche? 120 dessins de presse. Mit einem Vorwort von Régis Debray. Gallimard, Paris 2017, ISBN 978-2-7424-5066-4
- Place aux femmes! 60 dessins de presse. Mit einem Vorwort von Elisabeth Badinter. Gallimard, Paris 2017, ISBN 978-2-7424-4938-5

## Ausstellungen
- 2006–2007: Cartooning for Peace, Wanderausstellung, New Yorker Hauptquartier der Vereinten Nationen, anschließend in Genf, Paris, Brüssel.[1]
- 2018: Neunte Kunst – Cartooning for Peace, Zentrum für verfolgte Künste Solingen

## Auszeichnung
- 2015: Deutsch-Französischer Journalistenpreis (DFJP) für den „Einsatz für die Pressefreiheit und den Respekt vor Andersdenkenden“.[4]

## Dokumentarfilm über Cartooning for Peace
„Caricaturistes, fantassins de la démocratie“ ist ein Dokumentarfilm von Stéphanie Valloatto, der zwölf Karikaturisten aus zwölf Ländern porträtiert und zeigt, wie sie im Netzwerk Cartooning for Peace zusammenarbeiten. Der Film lief im Wettbewerb der Internationalen Filmfestspiele von Cannes 2014. Nach dem Anschlag auf Charlie Hebdo 2015 strahlte das französische Fernsehen den Film als Hommage an die ermordeten Karikaturisten aus.